# Hrboltó
Hrboltó (szlovákul: Hrboltová) Rózsahegy településrésze Szlovákiában, a Zsolnai kerület Rózsahegyi járásában.

## Fekvése
Rózsahegy központjától 1 km-re nyugatra, a Vág jobb partján fekszik.

## Története
A település határában a 4. és 5. században a kelták telepedtek le és két földvárat is építettek, melyek településeiket védték. A régészeti feltárások során a várak maradványai között számos cseréptöredék került elő.
Hrboltót 1474-ben említik először írott forrásban. Neve a szláv hrba (= halom) főnévből ered.
A 18. század végén Vályi András így ír róla: „* HRBOLTOVA. Tót falu Liptó Várm. földes Ura a’ K. Kamara, lakosai katolikusok, legelője elég, keresetre jó módgya, ’s mind a’ két féle fája van.”
A 20. század elején nevét Liptóhalmosra magyarosították. 1910-ben 556, túlnyomórészt szlovák lakosa volt. A trianoni diktátumig Liptó vármegye Rózsahegyi járásához tartozott.

## Nevezetességei
- Alexandriai Szent Katalinnak szentelt római katolikus temploma a 13. századból való, 1827 és 1830 között átépítették és jelentősen bővítették.
- Hétfájdalmú Szűzanya tiszteletére szentelt kápolnája 1948-ban épült.
- Határában két egykori kelta földvár maradványai találhatók.

## Külső hivatkozások
- Hrboltó Szlovákia térképén

## Lásd még
- Rózsahegy
- Csernova
- Fehérpatak
- Vlkolinec